# Олон-Нур (озёра на реке Жом-Болок)
Олон-Нур — группа озёр в Бурятии в русле реки Жом-Болок, протекающей через них. Озёра связаны друг с другом короткими водотоками длиной до 50—100 м, некоторые из которых образованы застывшей лавой. В переводе с бурятского языка[уточнить] «олон» означает «много» и «нуур» — «озеро».

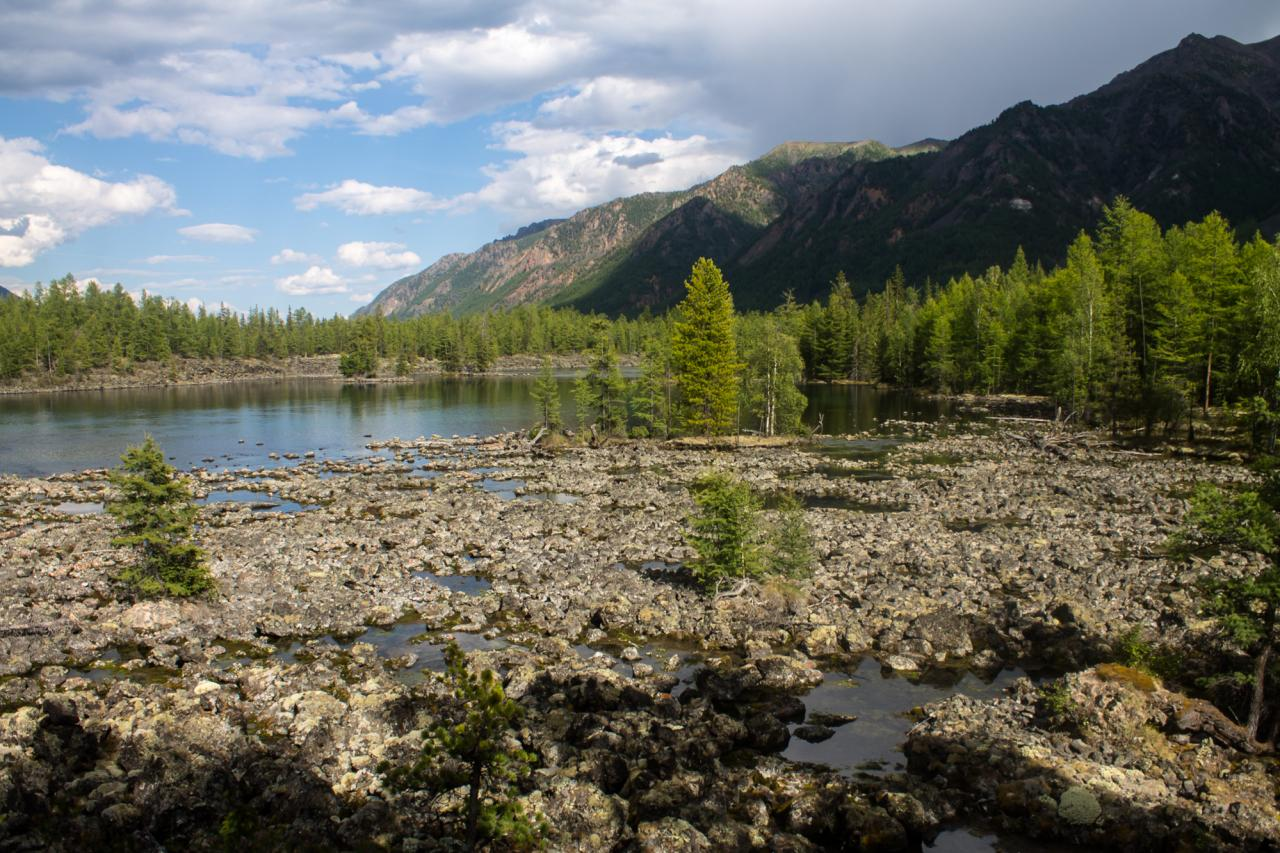
Изрезанный берег одного из озёр на фоне гор и лесов.

Находятся на высоте 1500—1525 метров над уровнем моря, общая площадь водной глади 1,33 км² (пять озёр); являются мелководными. В этом месте долина расширяется, Жом-Болок поворачивает, поэтому в прошлом потоки лавы сильно изгибались при остывании. Озёра Олон-Нур более крупные, а их береговая линия сильно изрезана, повторяя неровности рельефа поверхности лавовых потоков. На склонах долины видны выходы коренных метаморфических пород, «древних» осыпей, которые уже заросли мхами, и светлых «активных» осыпей («молодых»). Площадь водосборного бассейна 163 км².
Около озёр произрастают кедрово-лиственничные леса с участием ели. Кедр высотой 15-20 м, лиственница — до 20 м. Кустарниковый ярус хорошо развит, составлен обычными лесными видами со средней высотой растений до 2 м, при этом встречаются кусты жимолости алтайской высотой до 3 м. Травянистый ярус сильно разрежен, образован разнотравно-злаковым сообществом. На разнотравье доминируют лесные мезофиты с небольшим количеством субальпийских криофитов. У трещин каменистого субстрата лавы растут различные виды папоротника. На открытых участках лавы обнаружена полукустарниковая полынь.